# Running on Air
Chansons représentant l'Autriche au Concours Eurovision de la chanson
Loin d'ici
(2016) Nobody but You
(2018)
Running on Air (en français « Aux anges ») est la chanson de Nathan Trent qui représente l'Autriche au Concours Eurovision de la chanson 2017 à Kiev, en Ukraine.